# Никола Мијаиловић (певач)
Никола Мијаиловић, оперски певач - баритон, првак Опере Народног позоришта у Београду, професор на Катедри за соло певање Факултета музичке уметности у Београду, уметник светског реномеа и чест гост на многим значајним оперским сценама широм света.
Рођен је у Београду 1973. године. Његова мајка је светски позната примадона Радмила Смиљанић, сопран, првакиња Опере Народног позоришта у Београду. Никола је редовни професор и шеф катедре за соло певање Факултета музичке уметности у Београду.
Од 2018. био је члан Управног одбора Народног позоришта у Београду. Од 19. новембра. 2021. године Никола Мијаиловић је Уметнички директор Опере Народног позоришта у Београду.

## Образовање
- Средња музичка школа „Др Војислав Вучковић“
- студије соло певања започео у Београду, на ФМУ у класи своје мајке, а диплому стекао на Бечком Конзерваторијуму 1993. године
- магистрирао 1996. године на Кертис институту за музику у Филаделфији
- усавршавање на Академији за усавршавање оперских певача у Миланској Скали 1997-1999.

## Професори од којих је учио
- Радмила Смиљанић
- Галина Вишњевскаја
- Лејла Генцер
- Едвард Замбара
- Рената Ското
- Магда Оливеро
- Луиђи Алве
- Ана Мофо
- Вирџинија Зеани
- Рената Тебалди

## Каријера: улоге, оперске куће у којима је гостовао
- Schaunard — "La bohème", Бољшој театар, Москва
- Marcelo — "La bohème", партнер Лучано Павароти, Филаделфија (1998.); Лас Палмас - Шпанија (2000.), Миланска Скала (2000.), Дрезден - Немачка (2001.)
- Count di Luna - “Il Trovatore”, деби у Италији на фестивалу “Valle d’Itria ”, Мартина Франка; Ahoy Hall - Ротердам, пред 10000 гледалаца (1999.)
- Lord Enrico Asthon - “Il trovatore”, деби у Народном позоришту у Београду, у сезони 1998/1999.
- Barak - “Die Frau ohne Schatten”, Миланска Скала
- Scharpless - “Madama Butterfly”, Парма, копродукција Миланске скале и Театра Регио
- Gran Maresciallo - “Gli Esiliati di Siberia”(G. Donizetti), светска праизведба у Француској, у Монпељеу, на фестивалу Француског радија
- Венецијански гост - „Садко“ (Н. Римски-Корсаков), Teatro la Fenice, Венеција, Италија
- Escamillo - "Carmen" (G. Bizet), Лима, Перу (2000.),
- Macbeth - "Macbeth" (G. Verdi), Познан, Пољска (2001.)